# Handels- und Gewerbekammer Czernowitz

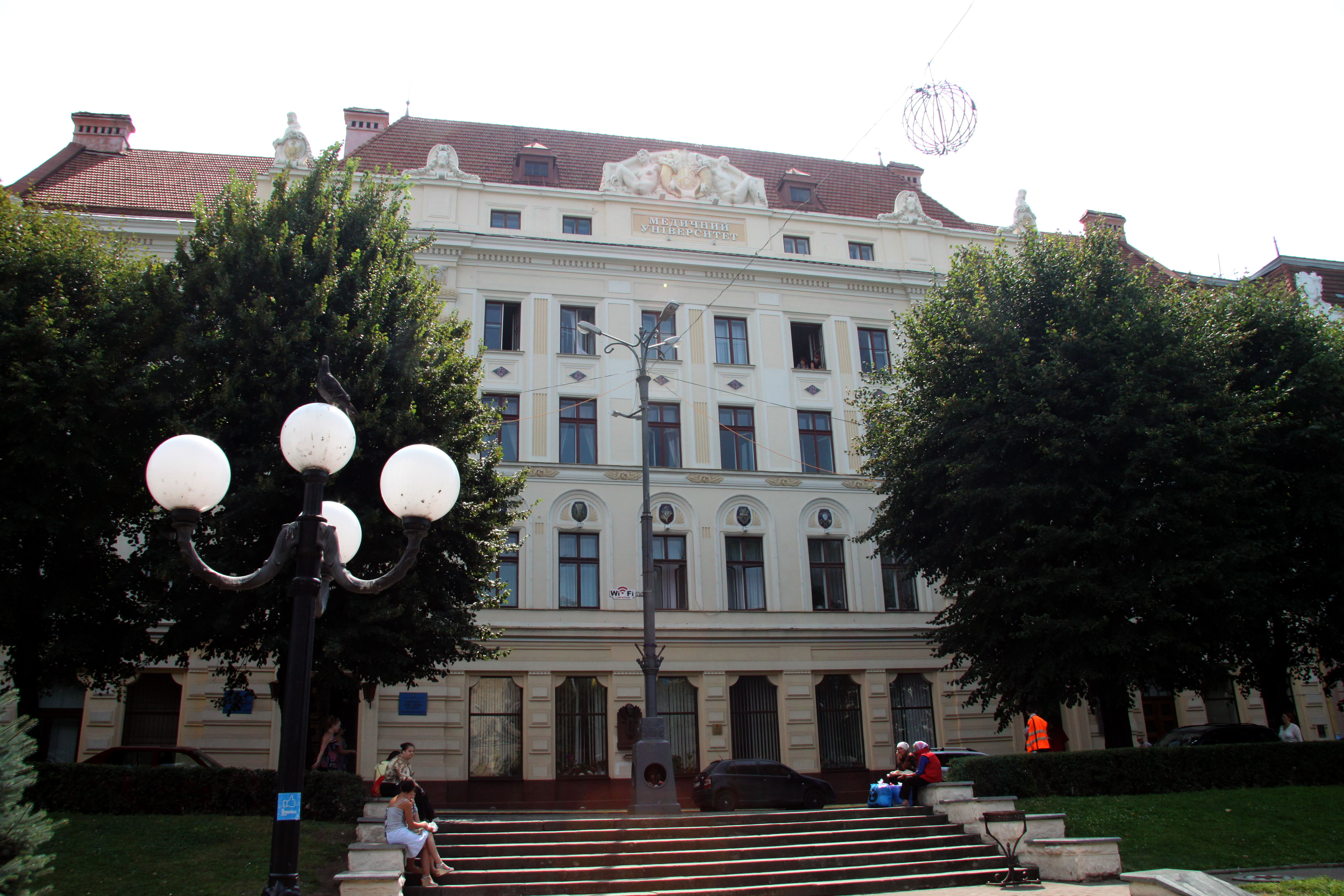
Gebäude der Handels- und Gewerbekammer Czernowitz

Die Handels- und Gewerbekammer Czernowitz war in Österreich-Ungarn die Handels- und Gewerbekammer in Czernowitz.

## Entstehung
Mit dem Gesetz über die Errichtung von Handels- und Gewerbekammern vom 18. März 1850 wurden im Kaisertum Österreich Handels- und Gewerbekammern eingerichtet, darunter die Handels- und Gewerbekammer Czernowitz als einzige Kammer im Kronland Bukowina. Sie hatten die Aufgaben von Handelskammern.
Mit dem Gesetz vom 29. Juni 1868 betreff die Organisierung der Handels- und Gewerbekammern wurde die Kammerorganisation im Grund bestätigt und die Aufgaben neu definiert.

## Aufgaben
Die Kammern sollten die Wünsche und Vorschläge der Wirtschaft beraten und den Ministerien und Behörden eigenverantwortlich vortragen. Sie erstellten Stellungnahmen zu Gesetzesvorlagen der Regierung soweit diese kommerzielle oder gewerbliche Interessen betrafen. Auch konnte die Regierung die Kammern um Stellungnahmen zu wirtschaftlichen Fragen auffordern.
Die Kammern führten die Wahlregister über die Wahlberechtigten zur Handels- und Gewerbekammer, die Marken- und Muster-Archive und die Gewerbeanmeldungen. Sie erhoben die Daten zur Gewerbestatistik. An der Prüfung und Ernennung der Waren- und Wechselmakler, der Börsenräte und der Handelsgerichtsbeisitzer wirkten die Kammern mit. Die Kammern konnten in gewerblichen Verträgen als Schiedsgerichte benannt werden.
Jede Kammer musste jährlich einen umfangreichen Bericht an das Handelsministerium abgeben, in der die Lage der Wirtschaft im Kammerbezirk geschildert wurde. In fünfjährigem Rhythmus wurde von den Kammern eine Gewerbestatistik geliefert.

## Organisation
Die Handels- und Gewerbekammern unterstanden dem Handelsministerium und mussten dessen Weisungen umsetzen. Sie gliederten sich intern in eine Handel- und eine Gewerbesektion (zum Gewerbe gehörte auch der Bergbau).
Die Kammern bestanden aus 16 bis 48 wirklichen Mitgliedern. Die genaue Mitgliederzahl wurde vom Handelsministerium in Anhängigkeit von der Größe des Kammerbezirks festgelegt. Daneben konnte die Kammer noch weitere Mitglieder (ohne Stimmrecht) als „correspondierene Mitglieder“ kooptieren.
Die Wahl der Mitglieder erfolgte durch direkte Wahl durch die Handels- und Gewerbetreibenden bzw. die Vorstände bei Kapitalgesellschaften im Kammerbezirk. Die Amtsdauer lag bei sechs Jahren. Revolvierend wurde alle drei Jahre die Hälfte der Kammer gewählt. Es galt ein Zensuswahlrecht: Großhandels- und Industrieunternehmen waren nur Wahlberechtigt, wenn sie Erwerbssteuern von 100 Gulden zahlten, für andere Unternehmen galten geringere Grenzen. Die Wahl erfolgte in einzelnen Gruppen. Diese wurden vom Ministerium nach der Wählerzahl in Standorten und Handel- bzw. Gewerbeklassen festgelegt.
Die Kammer wählte einen Präsidenten, der die Kammer nach außen vertrat. Sie finanzierte sich über eine Umlage der Unternehmen im Kammerbezirk. Die Kammer erstellte jährlich einen Haushaltsplan und legte ihn dem Ministerium zur Genehmigung vor. Die Summe wurde durch das Erwerbssteueraufkommen im Steuerbezirk geteilt und der so ermittelte Aufschlag auf die Erwerbssteuer von den Unternehmen eingezogen.
Besondere Bedeutung erlangten sie seit der Wahlrechtsreform von 1873, nach der die Kammern einen Teil der Abgeordneten des  Reichsrats wählten. Bis 1906 war jeweils ein Vertreter der Czernowitzer Kammer im Reichsrat vertreten. Auch zum Bukowiner Landtag wurden 2 der 30 Abgeordnete von der Handels- und Gewerbekammer Czernowitz gewählt.

## Gebäude
1908 bis 1910 wurde am Elisabethenplatz 2 (heute Teatralna) das Gebäude der Handels- und Gewerbekammer errichtet. Das Haus, das heute die Medizinalakademie beherbergt, steht unter Denkmalschutz.

## Persönlichkeiten

### Kammerpräsidenten
- Wilhelm von Alth
- Friedrich Langenhan

### Von der Kammer in den Reichsrat gewählt
Die Kammer wähle jeweils einen Abgeordneten in den Reichsrat:
| Name                           | Wahlperiode          |
| ------------------------------ | -------------------- |
| Anton Kochanowski von Stawczan | V. LP (1873–1879)    |
| Wagner Heinrich                | VI. LP (1879–1885)   |
| Popper Heinrich                | VII. LP (1885–1891)  |
| Popper Heinrich                | VIII. LP (1891–1897) |
| Tittinger David                | IX. LP (1897–1901)   |
| Rosenzweig Leon                | X. LP (1901–1907)    |

### Von der Kammer in den Landtag gewählt
Von der Kammer wurden in den Landtag gewählt:
| Jahr      | Abgeordneter        | Abgeordneter                   |
| --------- | ------------------- | ------------------------------ |
| 1866      | Wilhelm von Alth    | Andreas Mikulitsch             |
| 1866      | Wilhelm von Alth    | Joseph Fechner                 |
| 1874      | erledigt            | Leibuka Barber                 |
| 1876–1881 | Leibuka Barber      | Jacob Kohn                     |
| 1882–1884 | Joseph Rott         | Anton Kochanowski von Stawczan |
| 1885      | Wilhelm von Alth    | Jacob Kohn                     |
| 1886–1887 | Jacob Kohn          | unbesetzt                      |
| 1886–1898 | Jacob Kohn          | David Tittinger                |
| 1899–1900 | Friedrich Langenhan | David Tittinger                |
| 1901      | Friedrich Langenhan | unbesetzt                      |
| 1902–1904 | Friedrich Langenhan | Josef Steiner                  |
| 1905–1911 | Friedrich Langenhan | David Tittinger                |